# Il-Qala
Il-Qala, connue aussi plus simplement comme Qala, est une ville de Malte située sur Gozo.

## Patrimoine et culture

### Personnes notables
- Anton Buttigieg (1912-1983), ancien président maltais, né et décédé à Qala.

## Jumelages
- Salina (Italie)
- Magadan (Russie)